# Rybia łuska
Rybia łuska (stgr. ιχθύωσις, tworzący rybę, łac. ichthyosis) – grupa genetycznie uwarunkowanych chorób skóry (genodermatozy związane z nadmiernym rogowaceniem) charakteryzująca się uogólnionym nadmiernym rogowaceniem z tworzeniem się hiperkeratotycznych nawarstwień i dachówkowato ułożonych łusek (stąd nazwa rybiej łuski).
Choroby z grupy rybiej łuski są od siebie różne pod względem objawów obserwowanych w klinice i tego jak są dziedziczone, jak również różnice występują w obrazach histopatologicznych i ultrastrukturalnych.

## Typy
W zależności od sposobu dziedziczenia wyróżnia się następujące odmiany:
- grupa rybiej łuski zwykłej (ichthyosis vulgaris)
  - rybia łuska o dziedziczeniu autosomalnym dominującym
  - rybia łuska zwykła o dziedziczeniu recesywnym związanym z płcią (XLRI)
- rybia łuska wrodzona (ichthyosis congenita, dawna nazwa erytrodermia ichtiotyczna wrodzona niepęcherzowa)
  - rybia łuska płodowa (ichthyosis foetalis)
  - rybia łuska lamelarna (ichthyosis lamellaris)
- hyperkeratosis epidermolytica (ichthyosis epidermolytica, dawna nazwa erytrodermia ichtiotyczna pęcherzowa)

Rybia łuska nabyta jest stanem wtórnym do innych, natomiast większość rybich łusek, to stany wrodzone.

## Objawy
Zmiany skórne przyjmują różną postać – w zależności od odmiany rybiej łuski. Najczęściej jako pierwsze zauważalne jest nasilenie się objawów oraz zwiększenie powierzchni zmienionej chorobotwórczo.
Przyjmuje się, że chorobę charakteryzują płaty skóry, które się nawarstwiają i przybierają wielkość do kilku centymetrów. Płaty są koloru żółtego lub brązowego i zachodzą na siebie dachówkowato. Zmiany tworzą zrogowaciałe komórki warstw naskórka.

## Leczenie
Choroby z grupy uogólnionych genodermatoz typu rybiej łuski leczone są wyłącznie objawowo.
W leczeniu ogólnym podaje się retinoidy aromatyczne, praktycznie w ciągu całego życia – odstawienie leku powoduje nawrót. Gdy występuje postać pęcherzowa, zalecane są małe dawki kortykosteroidów aż do ustąpienia wysiewów pęcherzy.
W leczeniu miejscowym stosuje się kąpiele z dodatkiem sody/soli kuchennej, maści salicylowe/z dodatkiem mocznika, a w postaci pęcherzowej – kremy i aerozole steroidowe.

## Klasyfikacja ICD10
| kod ICD10     | nazwa choroby                                            |
| ------------- | -------------------------------------------------------- |
| ICD-10: Q80   | Rybia łuska                                              |
| ICD-10: Q80.0 | Rybia łuska, pospolita                                   |
| ICD-10: Q80.1 | Rybia łuska, związana z chromosomem X                    |
| ICD-10: Q80.2 | Rybia łuska, blaszkowata                                 |
| ICD-10: Q80.3 | Wrodzony pęcherzowy rumień skóry podobny do rybiej łuski |
| ICD-10: Q80.4 | Płód arlekin                                             |
| ICD-10: Q80.8 | Inna wrodzona rybia łuska                                |
| ICD-10: Q80.9 | Wrodzona rybia łuska, nie określona                      |